# Lumpiaque
Lumpiaque è un comune spagnolo di 917 abitanti situato nella comunità autonoma dell'Aragona.